# 比尔斯豪森
比尔斯豪森是德国下萨克森州的一个市镇。总面积8.49平方公里，总人口2348人，其中男性1181人，女性1167人（2011年12月31日），人口密度277人/平方公里。